# 卓特巴扎普
卓特巴扎普（1876年—1947年，一译卓特巴扎布），字世海、什海，蒙古族，察哈爾盟正白旗人。人称卓王。清朝、中華民国、蒙疆聯合自治政府军事及政治人物，曾参加德穆楚克栋鲁普领导的蒙古自治運動。

## 生平

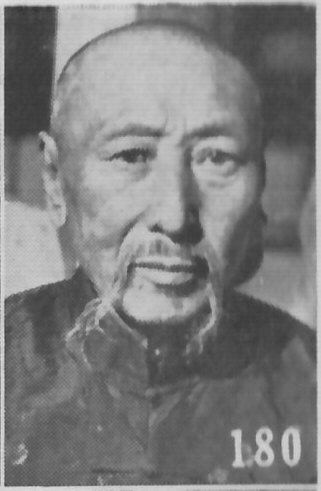
《最新支那要人传》卓特巴扎普照片

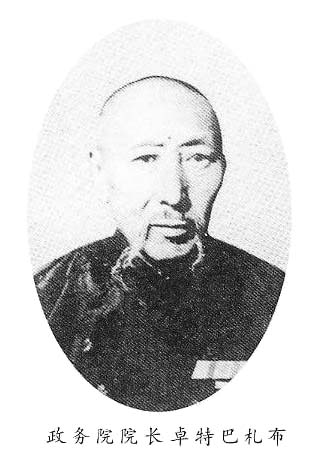
蒙疆自治政府官方照片

1900年（光緒26年），他任三群馬隊的哨官，开始军事生涯。此后他历任清朝的牧場的委協領、正協領。1909年（宣統元年），他任牧場总管。1911年（宣統3年），他和外蒙古軍在双方边境上的達里崗崖进行战斗。他失敗被捕，在庫倫被拘禁3年。
被释放回来後，他被北京政府任为記名副都統。1915年（民国4年），他因讨伐匪賊立下軍功，获授四等文虎章。同年，他兼任明安牧場長。翌年，他讨伐并俘获了被外蒙古封为将軍的巴布扎布。因此軍功，他晋升陸軍中将。1918年（民国7年）8月，他当选安福国会衆議院議員。
国民政府成立後的1929年（民国18年），他任蒙藏委員会駐北平办事处副处長。1932年（民国21年）10月，他任蒙古地方自治政務委員会察哈爾部保安長官。翌年8月，他任察哈爾省政府委員。1934年（民国23年）3月，他任蒙古地方自治政務委員会委員。
1936年1月22日，德穆楚克栋鲁普以蒙古地方自治政务委员会的名义，将察哈尔左翼四旗及四牧群改设察哈尔盟，卓特巴扎普任盟长。1月23日，卓特巴扎普的好友尼冠洲（蒙古名尼瑪鄂特索爾）遭日本人策划遇刺身亡。这导致卓特巴扎普被迫更紧密地同日本人合作，并且后来参加了德穆楚克栋鲁普的蒙古军政府。1936年8月14日，在毛澤東寫給傅作義的信中，便提到了李守信和卓特巴扎普（信中稱其為卓什海）向綏遠省進迫一事，並請求傅作義抵抗。西安事變後，德穆楚克栋鲁普根據日本指示，與卓特巴扎普協商，決定停止攻擊綏遠，發出停戰通電，稱“願意停止進攻綏遠，與南京合作反共”。
1937年（民国26年）10月，他参加蒙古聯盟自治政府，任参議兼察哈爾盟盟長。翌月，他任蒙疆聯合委員会总務委員会委員。1938年（民国27年）7月，他任蒙疆聯合委員会的总務部部長。1939年（民国28年）9月蒙疆聯合自治政府成立，他任政務院院長兼察哈爾盟盟長。翌年3月，他作为蒙古方面代表出席了南京国民政府（汪精卫国民政府）的中央政治会議。此后，他当选中国国民党中央執監委員、中央政治委員会委員。1941年（民国30年）至1945年（民国34年）出任蒙疆聯合自治政府参議会議長。
1945年苏日战争後，被蒙古及蘇聯軍隊俘虜並帶至烏蘭巴托。後死於烏蘭巴托。